# Saidpur (ort i Indien, Uttar Pradesh, Bulandshahr)
Saidpur är en ort i Indien.   Den ligger i distriktet Bulandshahr och delstaten Uttar Pradesh, i den norra delen av landet, 70 km öster om huvudstaden New Delhi. Saidpur ligger 215 meter över havet och antalet invånare är 14 496.
Terrängen runt Saidpur är mycket platt. Runt Saidpur är det mycket tätbefolkat, med 1 266 invånare per kvadratkilometer. Närmaste större samhälle är Hapur, 18,2 km nordväst om Saidpur. Trakten runt Saidpur består till största delen av jordbruksmark.